# マルゲリータ・アルドブランディーニ
マルゲリータ・アルドブランディーニ（Margherita Aldobrandini, 1588年3月29日 - 1646年8月9日）は、イタリアのパルマ公ラヌッチョ1世の夫人。夫の死後、短期間パルマ公国摂政（在職1626年 - 1628年）を務めた。

## 生涯
ローマ教皇クレメンス8世の甥ジョヴァンニ・フランチェスコ・アルドブランディーニと姪オリンピア・アルドブランディーニ（1567年 - 1637年）の夫婦の間に生まれた。父は教皇からメルドーナ公及びサルジーナ公の爵位・領地を授けられていた。1600年5月7日にローマで、ラヌッチョ1世と結婚。この結婚は、それまで敵対していたアルドブランディーニ家とファルネーゼ家の和平のための縁組であり、婚礼の司式は教皇クレメンス8世自らが執り行った。この結婚でラヌッチョは裕福な花嫁持参金と公国の独立主権の保証を手にし、さらに教会封土の1つを授けられた。
マルゲリータは結婚当時わずか12歳だったこともあり、結婚して10年ほど経つまでは子供が出来なかった。ところが迷信深いラヌッチョは、公爵夫人が妊娠できないのは呪詛や魔術のせいだという噂を信じ込んだ。短期間の調査の後、ラヌッチョの元愛人の1人クラウディア・コッラとその母親エレーナ・コッラが公爵夫人を呪詛した魔女と告発されて逮捕され、火刑に処せられた。夫妻の最初の子アレッサンドロは1610年に誕生したが聾唖であったので、1612年生まれの次男オドアルドが父の跡継ぎに定められた。公爵夫妻の結婚生活は、当時の君侯家の政略結婚の例にもれず不幸であり、夫は怒りっぽく不実で、多くの愛人と非嫡出子を持った。それでもマルゲリータは夫に尽くした。
1622年ラヌッチョが死ぬと、次男オドアルドが公爵位を継ぎ、義弟オドアルド枢機卿が摂政となった。1626年にオドアルド枢機卿が死ぬと、マルゲリータが摂政の地位を引き継ぎ、1628年息子が親政を開始するまで務めた。

## 子女
- アレッサンドロ（1610年 - 1630年） - 継承権放棄
- オドアルド（1612年 - 1646年） - パルマ公
- マリーア（1615年 - 1646年） - 1631年モデナ公フランチェスコ1世と結婚
- ヴィットーリア（1618年 - 1649年） - 1647年モデナ公フランチェスコ1世と結婚
- フランチェスコ・マリーア（1619年 - 1647年） - 枢機卿

## 引用
1. ↑  Francesco Luigi Campari, Un processo di streghe in Piacenza (1611-1615), in: Bollettino Storico Piacentino, I, 1906, p. 70-75. Sur le procès en sorcellerie de Claudia Colla.